# Reserve (Montana)
Reserve – jednostka osadnicza w Stanach Zjednoczonych, w stanie Montana, w hrabstwie Sheridan.